# Wiąz
Wiąz (Ulmus L.) – rodzaj drzew, rzadziej krzewów z rodziny wiązowatych (Ulmaceae). Obejmuje 38 gatunków. Rośliny te występują w strefie umiarkowanej półkuli północnej, największe zróżnicowanie osiągając we wschodniej Azji (w Chinach rośnie 21 gatunków, z czego 14 to endemity tego kraju), 10 gatunków rośnie w Ameryce Północnej, 6 w Europie, z czego trzy w Polsce: wiąz górski U. glabra, wiąz pospolity U. minor i wiąz szypułkowy U. laevis. Rośliny z tego rodzaju introdukowane zostały do strefy umiarkowanej półkuli południowej (Australia, południowa Afryka, Ameryka Południowa) i do zachodniej części Ameryki Północnej.
Są to drzewa leśne, rzadziej formacji zaroślowych, głównie siedlisk żyznych i wilgotnych (zwłaszcza gatunki europejskie i amerykańskie), osiągające znaczne rozmiary, aczkolwiek z powodu holenderskiej choroby wiązu duże drzewa wielu gatunków są rzadko spotykane. Podobne gwałtowne załamania liczebności drzew tego rodzaju znane są z historii – z początków neolitu, około roku 1500 i połowy XIX wieku.
Wiązy z powodu odporności na warunki miejskie były często uprawiane w parkach i przy drogach. Ich drewno jest cenione ze względu na twardość, elastyczność, trudną łupliwość i brązową barwę, wykorzystywane było w meblarstwie i tokarstwie, do wyrobu fornirów. Ze względu na trwałość i odporność na gnicie w warunkach dużej wilgotności wyrabiano z wiązów rury i dreny do przewodzenia wody.

## Morfologia
PokrójDrzewa osiągające do 35 m wysokości, rzadziej krzewy. Nierzadko tworzące pędy z odrostów korzeniowych. Pędy bezbronne, ale czasem korkowato oskrzydlone, młode nagie lub owłosione, cienkie lub tęgie. Kora zwykle głęboko żłobiona, korona zróżnicowana pod względem kształtu.
LiścieZrzucane przed zimą, czasem utrzymujące się do zimy i nawet opisywane jako zimozielone. Pojedyncze, skrętoległe, krótkoogonkowe, z szybko odpadającymi przylistkami (te jajowate do równowąskich, błoniaste, zostawiające krótkie blizny po bokach nasady liści). U nasady blaszka często nieco asymetryczna, zaokrąglona, sercowata do zbiegającej, liście w ogólnym zarysie jajowate do owalnych, o brzegu piłkowanym, często podwójnie. Użyłkowanie pierzaste, końce wiązek przewodzących sięgają szczytów ząbków.
KwiatyObupłciowe z niepozornym okwiatem, zebrane w pęczki, grona i wierzchotki, ukazujące się przed rozwojem liści na ubiegłorocznych pędach. Kwiaty siedzące lub na szypułkach, wsparte dwoma przysadkami. Działki kielicha w liczbie od 5 do 9 zrośnięte są u nasady i tworzą dzwonkowaty okwiat (płatków korony brak). Pręciki w liczbie od 3 do 9, zwykle z czerwonymi pylnikami. Zalążnia powstaje z pojedynczego owocolistka zwieńczona jest głęboko dwudzielną szyjką.
OwoceSpłaszczone zwykle skrzydlaki otoczone dookoła płaskim, błoniastym skrzydełkiem.

## Systematyka

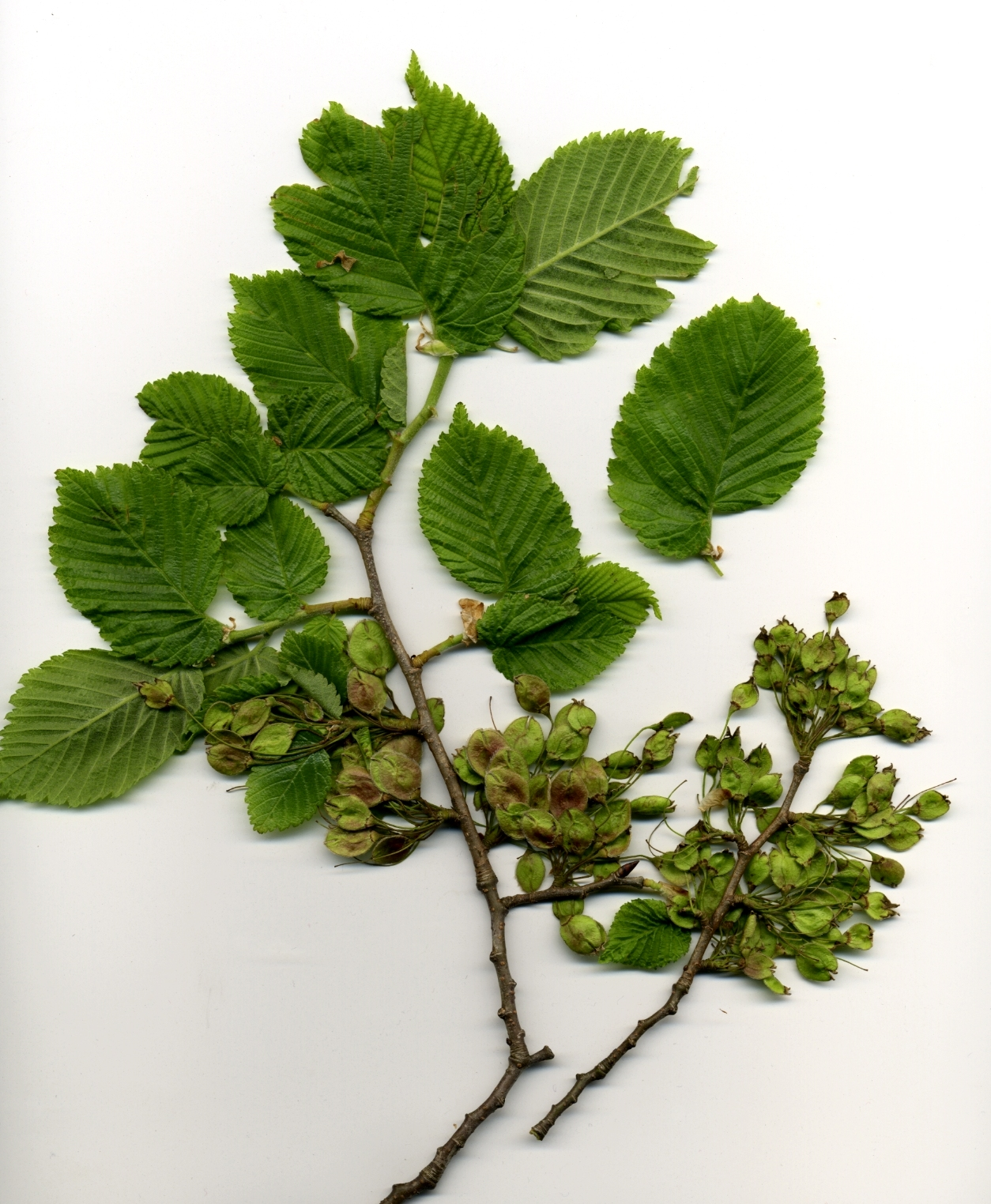
Wiąz szypułkowy, gałązka z owocami

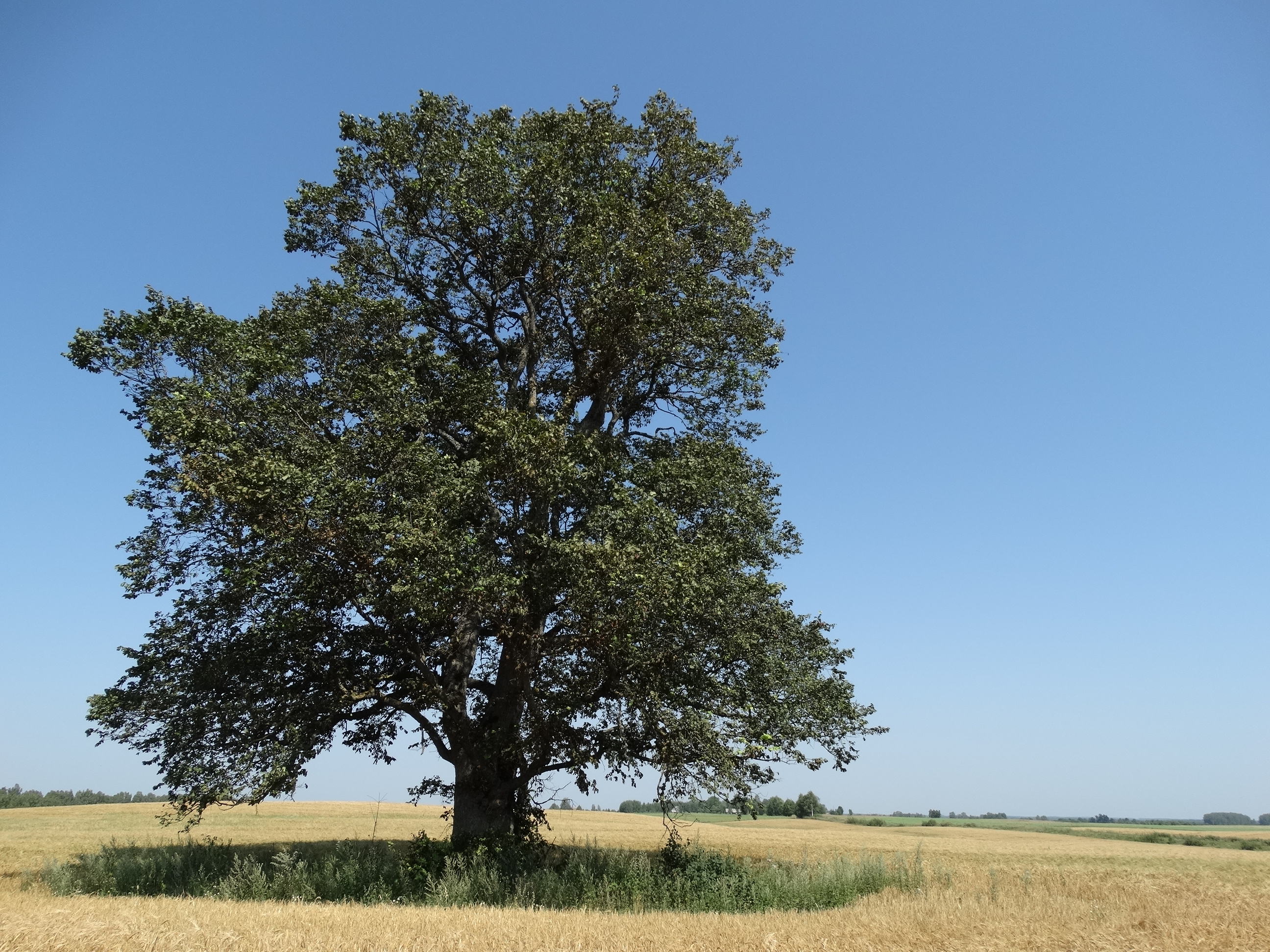
Pokrój (wiąz górski)

Pozycja systematyczna według Angiosperm Phylogeny Website (2001...)Rodzaj z rodziny wiązowatych (Ulmaceae) z rzędu różowców, należących do kladu różowych w obrębie okrytonasiennych.
Wykaz gatunków
- Ulmus alata Michx.
- Ulmus americana L. – wiąz amerykański
- Ulmus × androssowii Litv.
- Ulmus bergmanniana C.K.Schneid.
- Ulmus boissieri Grudz.
- Ulmus × brandisiana C.K.Schneid.
- Ulmus castaneifolia Hemsl.
- Ulmus changii W.C.Cheng
- Ulmus chenmoui W.C.Cheng
- Ulmus chumlia Melville & Heybroek
- Ulmus crassifolia Nutt.
- Ulmus davidiana Planch.
- Ulmus elliptica K.Koch
- Ulmus elongata L.K.Fu & C.S.Ding
- Ulmus gaussenii W.C.Cheng
- Ulmus glabra Huds. – wiąz górski
- Ulmus glaucescens Franch.
- Ulmus harbinensis S.Q.Nie & G.Q.Huang
- Ulmus × hollandica Mill. – wiąz holenderski
- Ulmus × intermedia Elowsky
- Ulmus ismaelis Todzia & Panero
- Ulmus kunmingensis W.C.Cheng
- Ulmus laciniata (Herder) Mayr ex Schwapp.
- Ulmus laevis Pall. – wiąz szypułkowy
- Ulmus lamellosa C.Wang & S.L.Chang
- Ulmus lanceifolia Roxb.
- Ulmus lesueurii Standl.
- Ulmus macrocarpa Hance
- Ulmus × mesocarpa M.Kim & S.Lee
- Ulmus mexicana (Liebm.) Planch. – wiąz meksykański
- Ulmus microcarpa L.K.Fu
- Ulmus minor Mill. – wiąz pospolity
- Ulmus parvifolia Jacq. – wiąz drobnolistny
- Ulmus prunifolia W.C.Cheng & L.K.Fu
- Ulmus pseudopropinqua F.T.Wang & S.X.Li
- Ulmus pumila L. – wiąz syberyjski
- Ulmus rubra Muhl. – wiąz czerwony
- Ulmus serotina Sarg.
- Ulmus szechuanica W.P.Fang
- Ulmus thomasii Sarg.
- Ulmus uyematsui Hayata
- Ulmus villosa Brandis ex Gamble
- Ulmus wallichiana Planch.